# گرند لیسبوا
گرند لیسبوا (انگلیسی: Grand Lisboa) ساختمان ۵۲ طبقه با کاربری هتل در شهر ماکائو است، که در سال ۲۰۰۸ احداث گردید.